# Apolisis

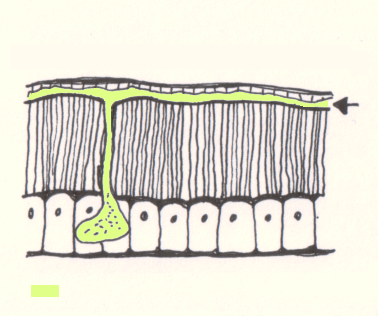
Apolisis. De arriba abajo: a) restos de la vieja exocutícula (exuvia), b) líquidos exuviales (verde), c) nueva cutícula (células columnares muertas) d) células epiteliales.

Apolisis (en griego antiguo: ἀπόλυσις "descarga, lit. absolución") es la etapa temprana de la muda en artrópodos y en grupos relacionados (Ecdysozoa). La cutícula se separa de la epidermis por acción de la hormona ecdisona y una nueva cutícula comienza a formarse. En estos animales la cutícula constituye el exoesqueleto; es rígida y no puede crecer con el resto del cuerpo del animal. Por lo tanto es necesario desprenderse de ella y producir una cutícula nueva de mayor tamaño. Las enzimas exuviales digieren la vieja endocutícula, dejando sólo la exocutícula que es fina y dura. La nueva cutícula crece por multiplicación celular de las células epiteliales.
Después de la apolisis tiene lugar la ecdisis, o sea la emergencia del nuevo estadio del artrópodo.